# Fetoskopi

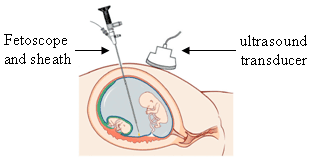
Skiss från FDA, som schematiskt visar hur en fetoskopering går till.

Fetoskopi (av latin fetus, "foster", och grekiska –skopia, "–betraktande") är en endoskopisk procedur under graviditeten som ger kirurgisk tillgång till fostret, fosterhinnan, navelsträngen och moderkakan. Ett tunt (3-4 mm) snitt görs i buken och ett endoskop förs in genom bukväggen och livmodern till fosterhinnan. Fetoskopi möjliggör medicinska ingrepp såsom biopsi (vävnadsprov) eller ingrepp med laser för att täppa till onormala blodkärl eller behandling av ryggmärgsbråck.
Fetoskopi utförs med ett speciellt optiskt instrument, fetoskop, vanligtvis under andra eller tredje kvartalet av en graviditet. Proceduren kan öka risken för fosterskador, såsom fosterförlust eller prematur förlossning. Därför måste riskerna och fördelarna avvägas noga för att skydda modern och fostrets hälsa. Proceduren utförs oftast i en operationssal av en barnmorska.
Metoden används allt mer sällan på grund av riskerna och ersätts ofta av ultraljudsundersökning.